# Roman Akbašev
Roman Radikovič Akbašev (in russo Роман Радикович Акбашев?; traslitterazione anglosassone: Roman Akbashev; Sterlitamak, 1º novembre 1991) è un calciatore russo, centrocampista del Černomorec Novorossijsk.

## Caratteristiche tecniche
È un centrocampista centrale.

## Carriera
Ha esordito in Prem'er-Liga il 7 aprile 2019 disputando con il Rubin l'incontro pareggiato 0-0 contro l'Arsenal Tula.

## Statistiche
Statistiche aggiornate al 30 aprile 2019.

### Presenze e reti nei club
| Stagione                  | Squadra                   | Campionato                | Campionato | Campionato | Coppe nazionali | Coppe nazionali | Coppe nazionali | Coppe continentali | Coppe continentali | Coppe continentali | Altre coppe | Altre coppe | Altre coppe | Totale | Totale | Totale |
| Stagione                  | Squadra                   | Comp                      | Pres       | Reti       | Comp            | Pres            | Reti            | Comp               | Pres               | Reti               | Comp        | Pres        | Reti        | Pres   | Reti   |        |
| ------------------------- | ------------------------- | ------------------------- | ---------- | ---------- | --------------- | --------------- | --------------- | ------------------ | ------------------ | ------------------ | ----------- | ----------- | ----------- | ------ | ------ | ------ |
| 2011-2012                 | Dinamo Kirov              | 2D                        | 20         | 3          | CR              | 0               | 0               |                    | -                  | -                  |             | -           | -           | 20     | 3      |        |
| 2012-2013                 | Avangard Kursk            | 2D                        | 0          | 0          | CR              | 0               | 0               |                    | -                  | -                  |             | -           | -           | 0      | 0      |        |
| 2013-2014                 | KAMAZ                     | PPF                       | 26         | 6          | CR              | 1               | 0               |                    | -                  | -                  |             | -           | -           | 27     | 6      |        |
| 2014-2015                 | KAMAZ                     | PPF                       | 24         | 4          | CR              | 1               | 0               |                    | -                  | -                  |             | -           | -           | 25     | 4      |        |
| 2015-gen. 2016            | KAMAZ                     | PFN                       | 18         | 3          | CR              | 1               | 0               |                    | -                  | -                  |             | -           | -           | 19     | 3      |        |
| Totale KAMAZ              | Totale KAMAZ              | Totale KAMAZ              | 68         | 13         |                 | 3               | 0               |                    | -                  | -                  |             | -           | -           | 71     | 13     |        |
| gen.-giu. 2016            | Avangard Kursk            | PPF                       | 9          | 3          | CR              | 0               | 0               |                    | -                  | -                  |             | -           | -           | 9      | 3      |        |
| 2016-2017                 | Volgar' Astrachan'        | PFN                       | 28         | 7          | CR              | 0               | 0               |                    | -                  | -                  |             | -           | -           | 28     | 7      |        |
| 2017-gen. 2018            | Volgar' Astrachan'        | 1D                        | 23         | 4          | CR              | 0               | 0               |                    | -                  | -                  |             | -           | -           | 23     | 4      |        |
| Totale Volgar' Astrachan' | Totale Volgar' Astrachan' | Totale Volgar' Astrachan' | 51         | 11         |                 | 0               | 0               |                    | -                  | -                  |             | -           | -           | 51     | 11     |        |
| gen.-giu. 2018            | Avangard Kursk            | 1D                        | 10         | 1          | CR              | 1               | 0               |                    | -                  | -                  |             | -           | -           | 11     | 1      |        |
| 2018-gen. 2019            | Avangard Kursk            | PFN                       | 23         | 10         | CR              | 2               | 1               |                    | -                  | -                  |             | -           | -           | 25     | 11     |        |
| Totale Avangard Kursk     | Totale Avangard Kursk     | Totale Avangard Kursk     | 42         | 14         |                 | 3               | 1               |                    | -                  | -                  |             | -           | -           | 45     | 15     |        |
| gen.-giu. 2019            | Rubin                     | PL                        | 4          | 0          | CR              | 1               | 0               |                    | -                  | -                  |             | -           | -           | 5      | 0      |        |
| Totale carriera           | Totale carriera           | Totale carriera           | 185        | 41         |                 | 7               | 1               |                    | -                  | -                  |             | -           | -           | 192    | 42     |        |